# Wim Willems (redacteur)
Wim Willems (1960) is een Belgisch redacteur en journalist.

## Levensloop
Willems studeerde aan het Sint-Jozefscollege te Aarschot en het Hoger Instituut voor Vertalers en Tolken in Antwerpen.  Daarna was hij eerst actief in het taalonderwijs, zowel in Louvain-la-Neuve als in het Talen- en Handelsinstituut van Aarschot.
In 1989 ging hij aan de slag bij de BRT als journalist. In 1996 werd hij eindredacteur van  Het Journaal (13 - 19 - laat) en op 1 januari 2004 werd hij chef-nieuws bij de televisieredactie in opvolging van Jan Ouvry.. Vervolgens was hij vanaf 2007 hoofdredacteur 'nieuws' voor zowel de radio- als televisie-uitzendingen. Deze functie oefende hij uit tot september 2013. Hij werd in deze hoedanigheid opgevolgd door Björn Soenens. Vervolgens werd Willems manager van het HD-project binnen de VRT..